# ルボー1世
ルボー1世（Rotboald I, 907年頃 - 950年頃）は、プロヴァンスの伯（アヴィニョン伯とも考えられている）。プロヴァンス家の祖である。

## 出自
ルボー1世は、トスカーナ辺境伯、アルル伯およびアヴィニョン伯であったボソとその最初の妻（出自および名は不詳）の長男と考えられている。しかし、ボソの妻はウィラ一人しか確認できず、ウィラとの間には4人の娘しかいなかったことから、ルボーの出自を不明とする歴史家もいる。

## 生涯
父とされるボソは912年にウィラと結婚していることから、ルボーは早くに母親と死別したと見られる。ルボーに関しては、ほとんど資料が残っていないが、息子ボソ2世の寄付に関する記述がある965年3月の「Cartoulaire de Marseille Saint-Victor Tome I 」29番に、ボソ2世の父として言及されている。
いかなる記録にもルボーに関する記述が見られないことから、931年に父ボソがトスカーナ辺境伯となったときに、ルボーは父とは同行しなかったとみられる。
ルボーの没年月日については、950年頃であること以外、不明である。

## 子女
ルボーの妻に関しては不詳であるが、一説にはアキテーヌ公ギヨーム1世の娘エルマンガルドとも言われている。ルボーには2人の息子がいる。
- ボソ2世[2]（? - 966年頃） - アルル伯、プロヴァンス家の祖。
- ギヨーム[2]（? - 965年3月以降） - アヴィニョン伯